# صنوبر بحري
الصنوبر البحري البينوس بيناستر، الصنوبر البحري أو الصنوبر العنقودي، أو صنوبر الكثبان (بالإنجليزية: the maritime pine or cluster pine)، هو الصنوبر الذي ينمو في منطقة البحر الأبيض المتوسط.

## لمحة عامة
الصنوبر البحري هو الصنوبر الصلب، السريع النمو الذي يحتوي على بذور صغيرة مع أجنحة كبيرة. بيناستر يوجد في حوض البحر الأبيض المتوسط. وهو يفضل مناخ البحر الأبيض المتوسط، وهو مناخ بارد وشتائه ممطر وصيفه حار وجاف.

## التاريخ
المنطقة الأصلية لهذا النوع من الصنوبر، صنوبر بيناستر، ينبع من حوض البحر الأبيض المتوسط، بما في ذلك شمال تونس والجزائر والمغرب.
صنوير بيناستر هو موضوع شائع في علم البيئة بسبب مشاكل نموه وانتشاره في جنوب أفريقيا على مدى السنوات ال 150 الماضية بعد أن تم استيرادها إلى المنطقة في نهاية القرن ال 17 (1685-1693). ووجد أيضا منتشراً في شبه جزيرة كيب بحلول عام 1772. في أواخر القرن الثامن عشر (1780)، زُرع على نطاق واسع، وفي بداية القرن التاسع عشر (1825-1830)، زرع تجاريا كمورد للأخشاب ولصناعة الغابات. وتغزو فصيلة أشجار الصنوبر مساحات واسعة، وعلى وجه الخصوص نباتات فينبوس (fynbos vegetation). نباتات فينبوس هو نباتات على هيئة شجيرات معرضة للحرائق وتوجد في جنوب وجنوب غرب خليج أفريقيا في دولة جنوب أفريقيا. كما توجد بوفرة أكبر بالقرب من المجاري المائية. إن التشتت، وفقدان الموائل، والخصوبة كلها عوامل تؤثر على معدل الانتشار. فتلك الفصيلة تفضل التربة الحمضية مع كثافة متوسطة إلى عالية للنباتات، ولكن يمكنها أن تنمو أيضا في التربة الأساسية بل حتى في التربة الرملية والفقيرة، حيث لا يمكن أن ينمو إلا عدد قليل من الأنواع التجارية.

## الانتشار
يمتد نطاق الانتشار من البرتغال وشمال إسبانيا (خاصة في غاليسيا) إلى جنوب وغرب فرنسا، وشرقاً إلى غرب إيطاليا وكرواتيا وجنوباً إلى شمال المغرب. وعادة ما يحدث انتشار النبات على ارتفاعات من منخفضة إلى معتدلة، ومعظمها من مستوى سطح البحر إلى ارتفاع 600 متر، ولكن قد يصل إلى 2000 متر في نطاقه الجنوبي بالمغرب. وترجع درجة التجزؤ العالية في التوزيع الطبيعي الحالي إلى عاملين هما: تقطع وارتفاع السلاسل الجبلية مما يؤدي إلى عزلها حتى عن أقرب السكان، والأنشاطه البشرية.

## الوصف
شجرة الصنوبر البحرى هي شجرة متوسطة الحجم، تصل إلى 20-35 مترا، وقطر الجذع يصل إلى 1.2 متر، وفي الحالات الإستثنائية قد يصل إلى 1.8 متر.
اللحاء هو برتقالي-أحمر، سميك وشديد العمق في قاعدة الجذع، أرق إلى حد ما في التاج العلوي.
الأوراق ('الإبر') على شكل أزواج، متماسكه جدا (بعرض 2 مم )، وقد تصل إلى 25 سم طولاً، وتاخذ شكل الاوراق ما بين أخضر-مزرق إلى أخضر-مصفر . كما يتميز الصنوبر البحري بأطول وأقوى الأوراق عن جميع أنواع الصنوبر الأوروبي.
المخاريط هي على شكل مخروطي، 10-20 سم طولاً و 4-6 سم سعاتاً في قاعدة عند إغلاق، أخضر في البداية، وعند النضج تتحول إلى أحمر- بنى لامع عند عمر 24 شهرا . كما أنها تتفتح ببطء على مدى السنوات القليلة المقبلة، أو بعد تسخينها من قبل حرائق الغابات، لإطلاق البذور، وتتفتح إلى سعة 8-12 سم.
طول البذور 8-10 ملم، وعرضها 20-25 ملم، وهي تنتشر- بالرياح.
يرتبط الصنوبر البحري ارتباطا وثيقا بالصنوبر التركي، وصنوبر جزيرة الكناري، وصنوبر حلب، والتي تشترك جميعها في العديد من الميزات. وهو نوع غير متغير نسبيا، مع التشكل المستمر على نطاق كامل.

## الاستخدامات

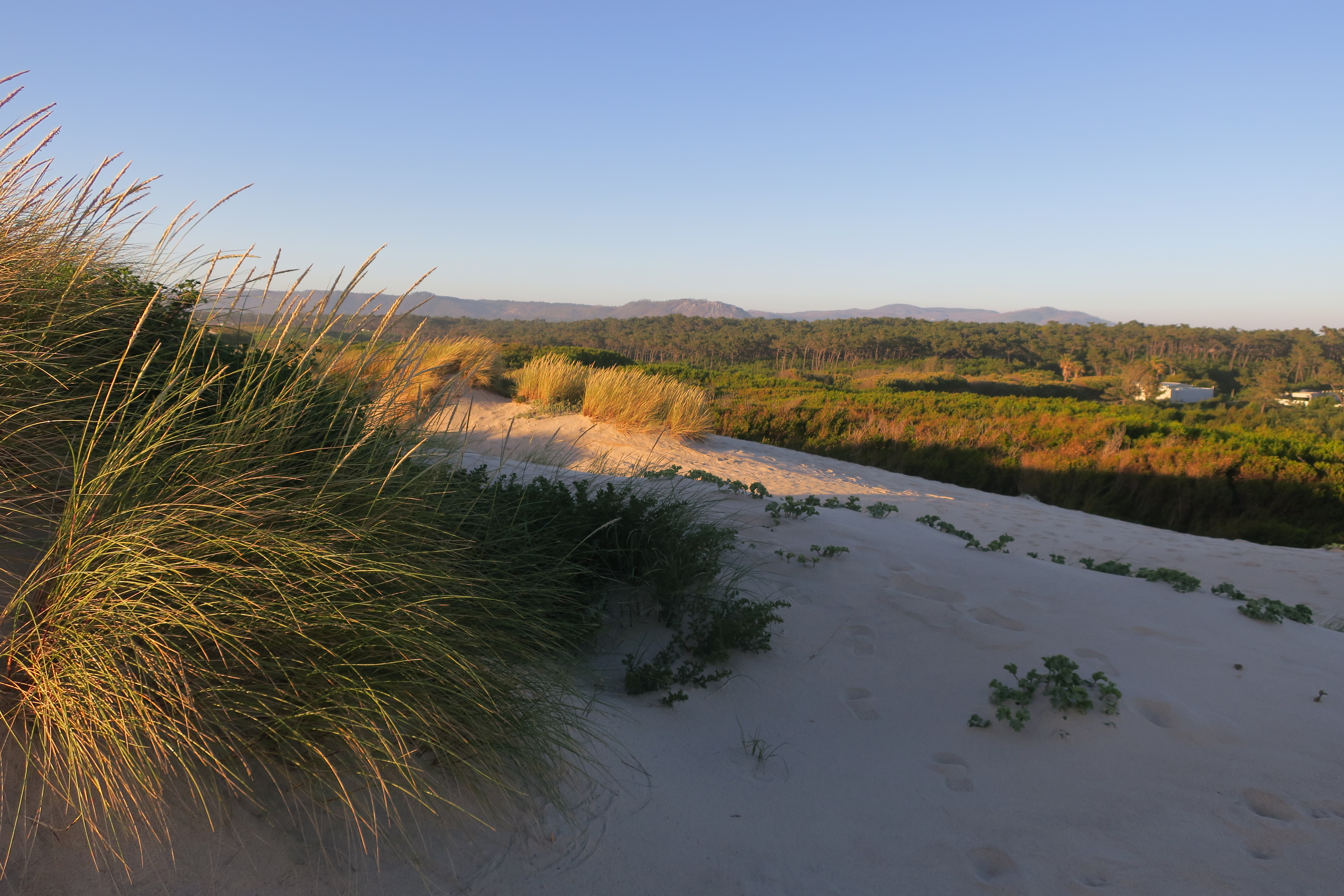
غابة الصنوبر البحرى، في المنتزه الساحلي لإسبوسند، بشمال البرتغال كما ترى من الفريدون.

يزرع الدبوس الصنوبر على نطاق واسع من أجل الأخشاب في منطقتها الأصلية، لكونها واحدة من أهم أشجار الغابات في فرنسا واسبانيا والبرتغال. وتعد غابات لاندز في جنوب غرب فرنسا أكبر غابات للصنوبر البحرية من صنع الإنسان في أوروبا. كما أن راتنج شجرة الصنوبر هو أيضا مصدر مفيد للتربنتين والروسين.
بالإضافة إلى استخداماته الصناعية، فالصنوبر البحري هو أيضا شجرة زينة شعبية، وغالبا ما تزرع في المتنزهات والحدائق بالمناطق ذات المناخات المعتدلة الدافئة. وقد توطنت بمناطق في جنوب إنجلترا، الأرجنتين، جنوب أفريقيا وأستراليا.

### خيارات المكافحة البيولوجية

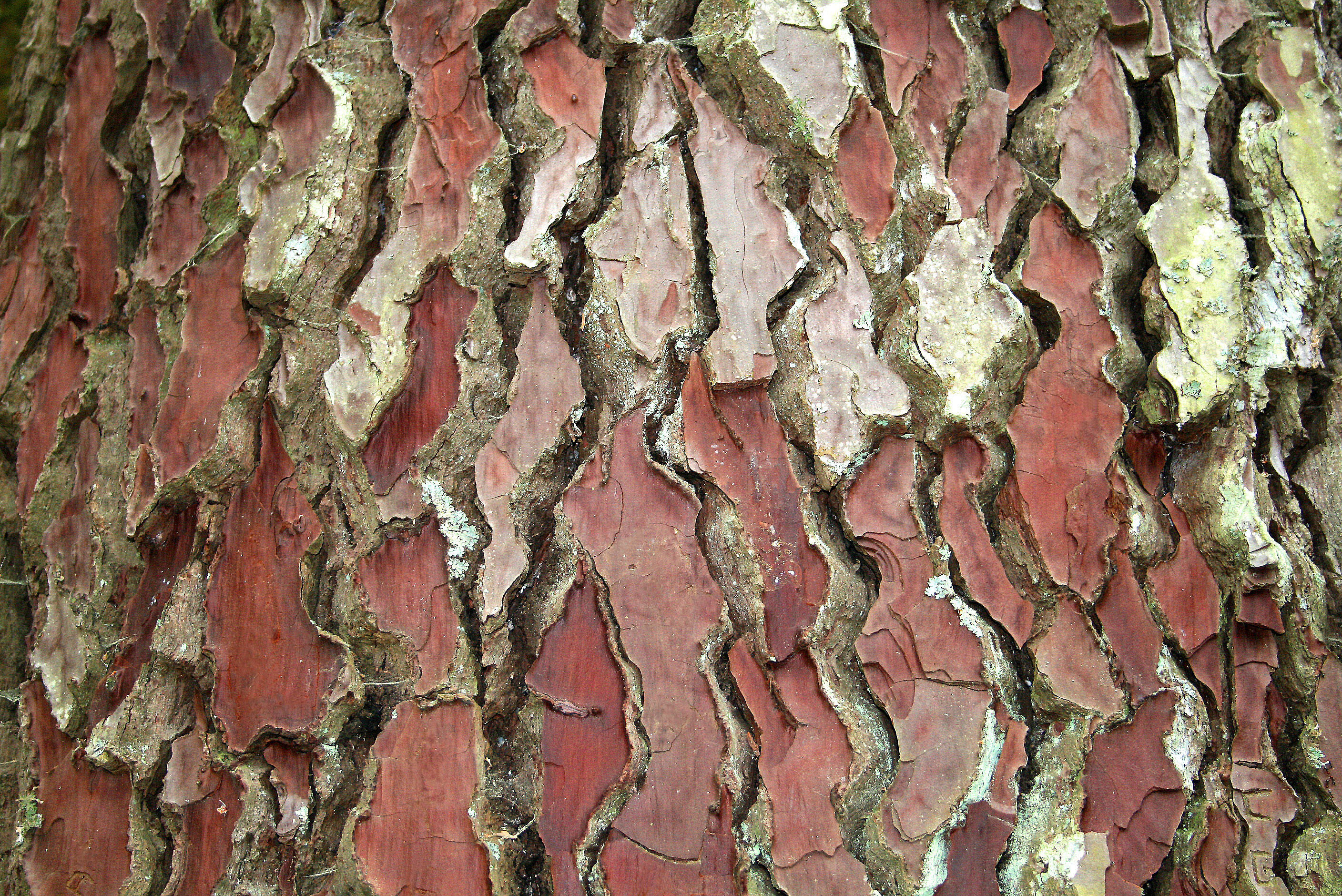
لحاء الصنوبر بيناستر.